# Thiểm Tây
Thiểm Tây (giản thể: 陕西; phồn thể: 陝西; bính âm: Shǎnxī, phát âmⓘ) là một tỉnh của Cộng hoà Nhân dân Trung Hoa. Năm 2018, Thiểm Tây là tỉnh đông thứ mười sáu về số dân, đứng thứ mười lăm về kinh tế Trung Quốc với 38 triệu dân, tương đương với Ba Lan và GDP danh nghĩa đạt 2.444 tỉ NDT (369,3 tỉ USD) tương ứng với Israel.
Về mặt chính thức, Thiểm Tây được phân thuộc vùng Tây Bắc. Thiểm Tây bao gồm nhiều phần của cao nguyên Hoàng Thổ ở trung du Hoàng Hà, dãy Tần Lĩnh chạy ngang qua phần phía nam của tỉnh này. Giản xưng của Thiểm Tây là Thiểm hoặc Tần, tỉnh cũng được gọi là Tam Tần. Tỉnh lị của Thiểm Tây là Tây An.

### Văn minh Thượng cổ

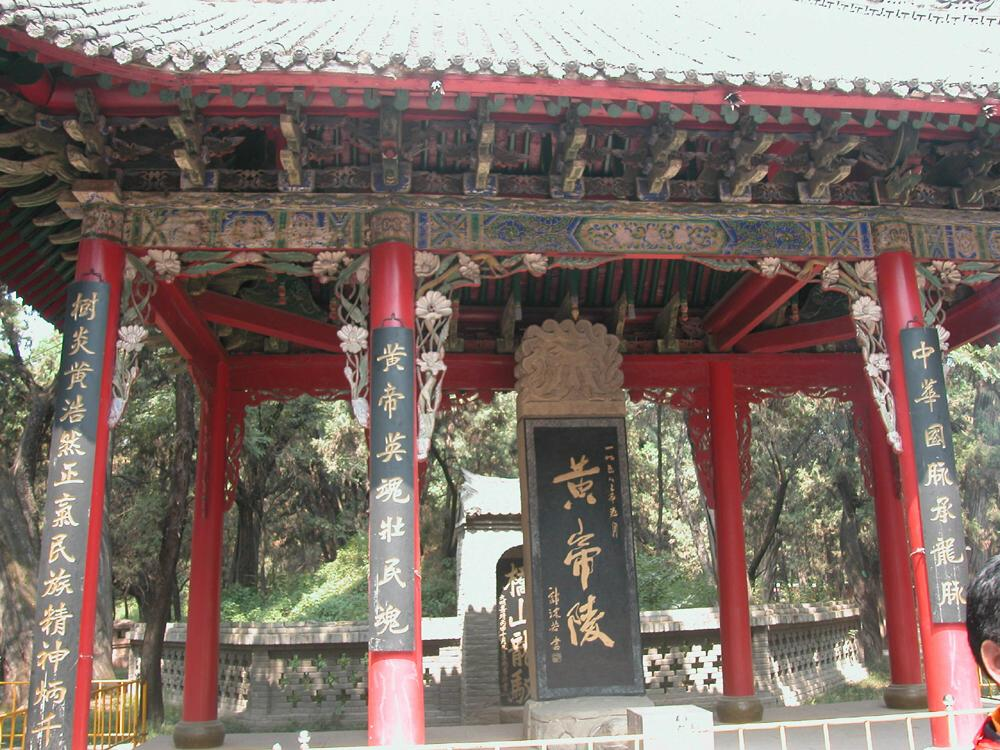
Lăng mộ và tế đình tại Hoàng Đế lăng ở Hoàng Lăng, Diên An

### Thời kỳ Tiên Tần

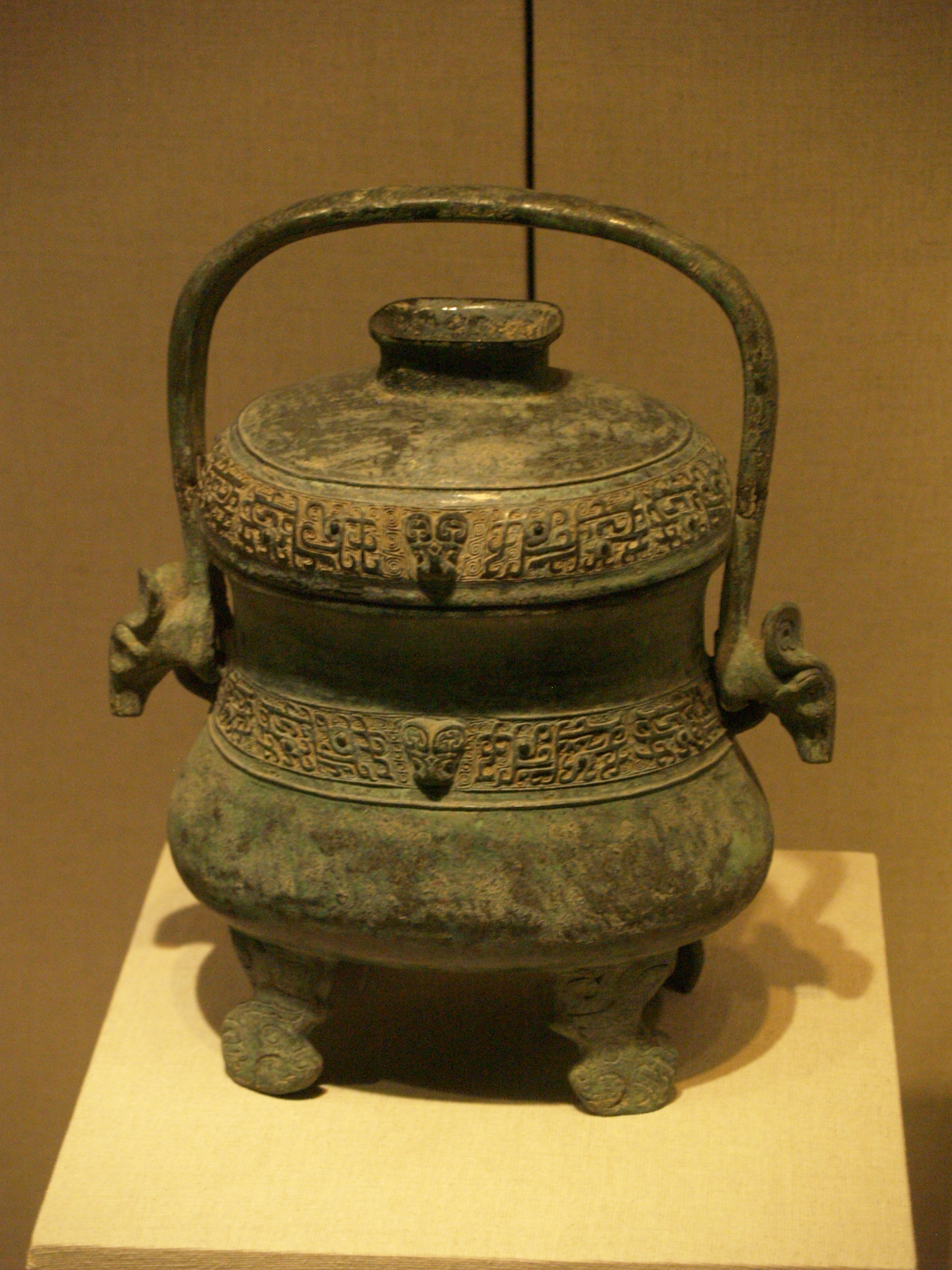
Bình đựng rượu thời kỳ đầu Tây Chu, khai quật tại khu mộ Trúc Viên Câu, Bảo Kê

### Thời Tần

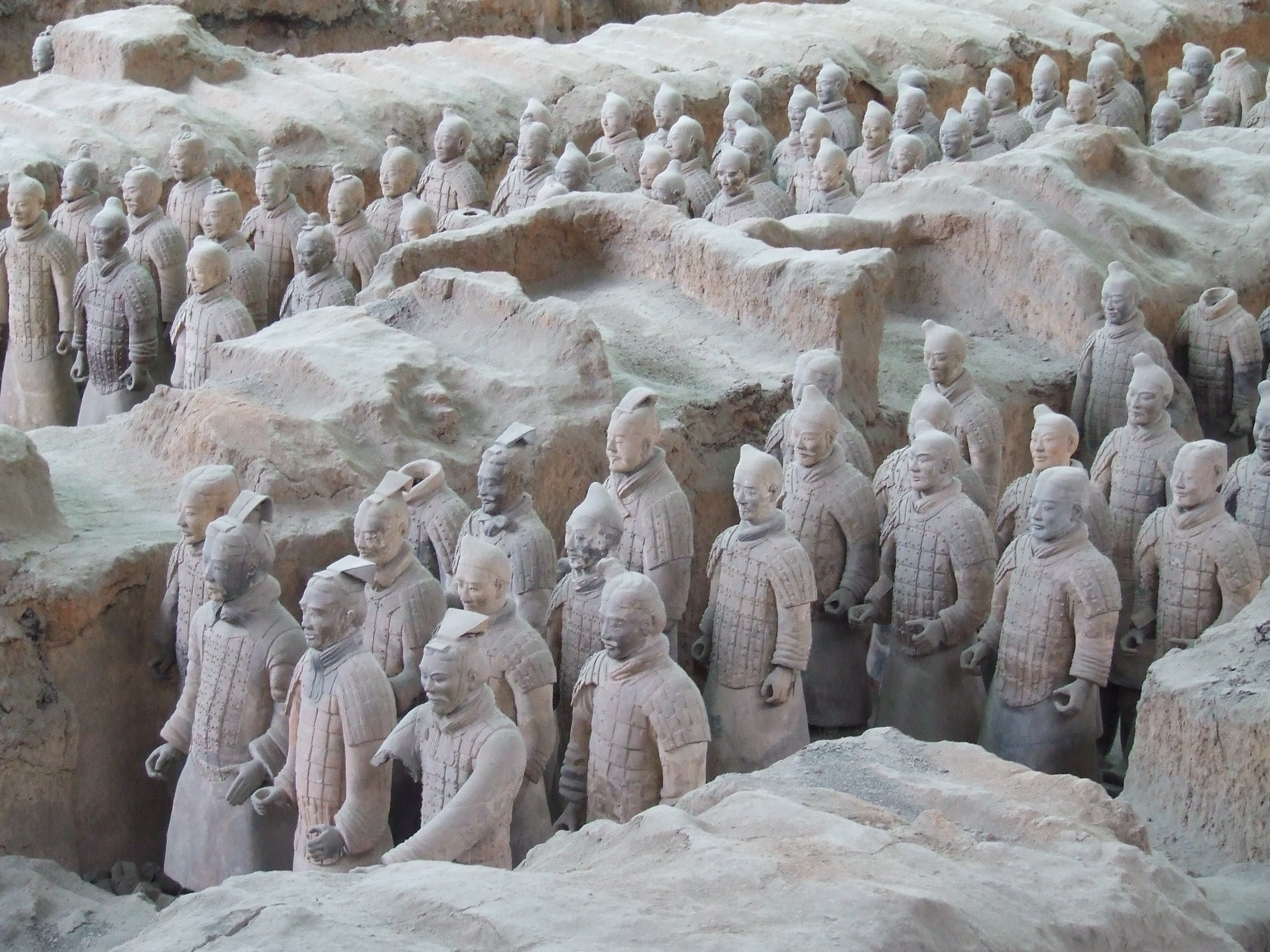
Chiến binh đất nung tại Lăng mộ Tần Thủy Hoàng ở Tây An

### Nhà Hán

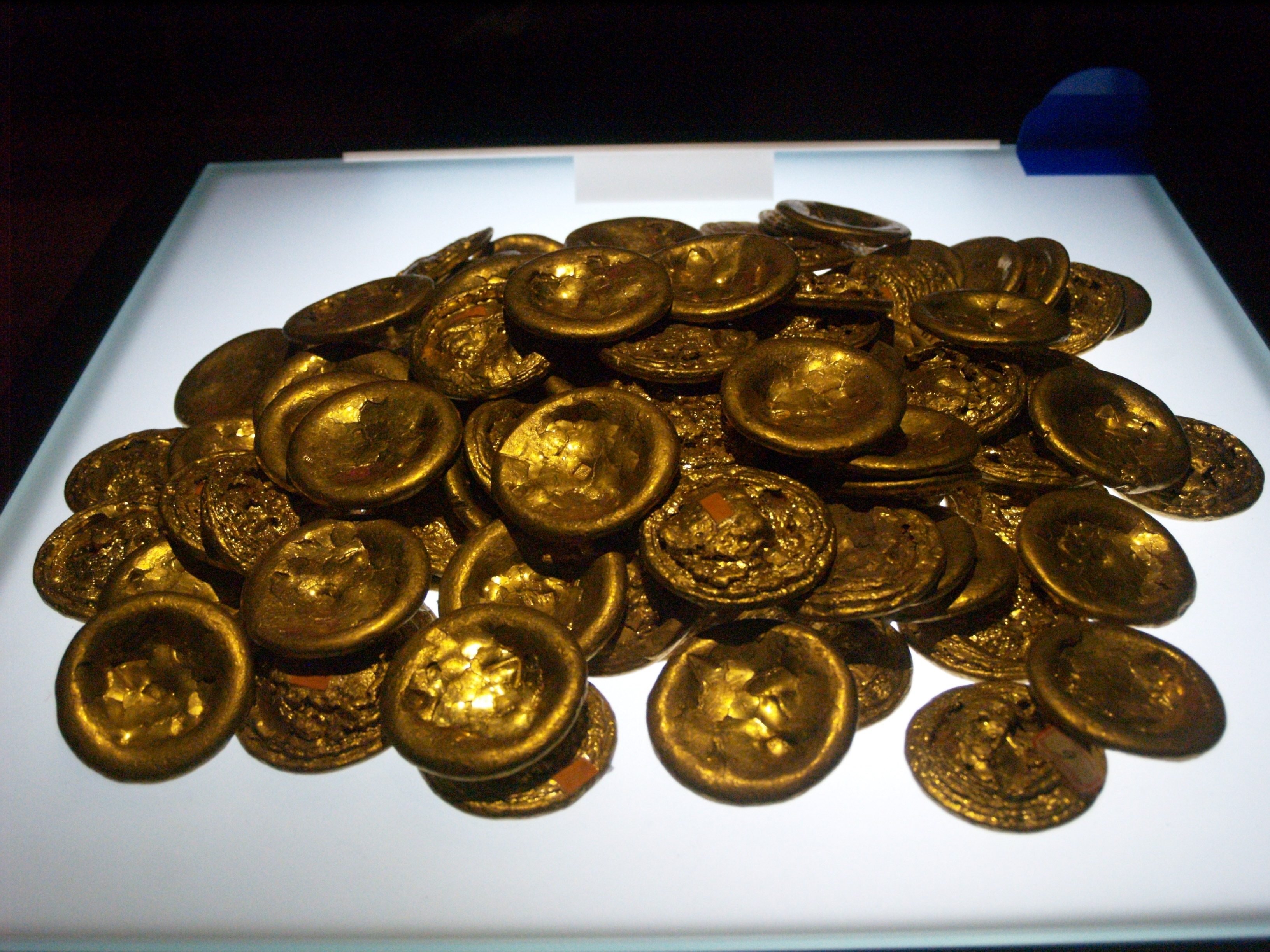
Kim bính thời Tây Hán, khai quật tại hương Đàm Gia ở Tây An

### Tam Quốc

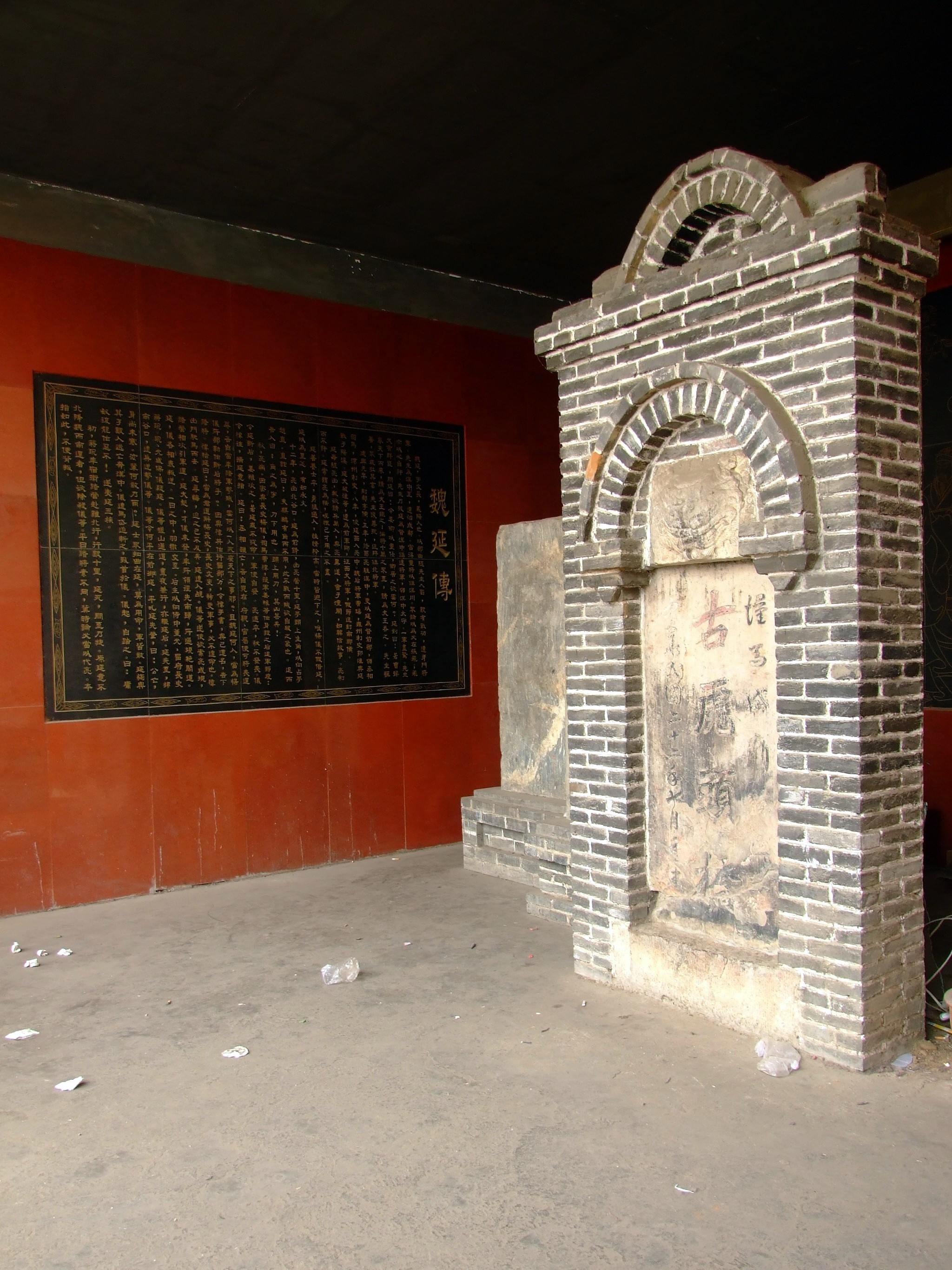
đài kỷ niệm tại di chỉ Hổ Đầu Kiều ở phía tây Hán Trung, nơi Ngụy Diên bị hành quyết

### Thời Tùy

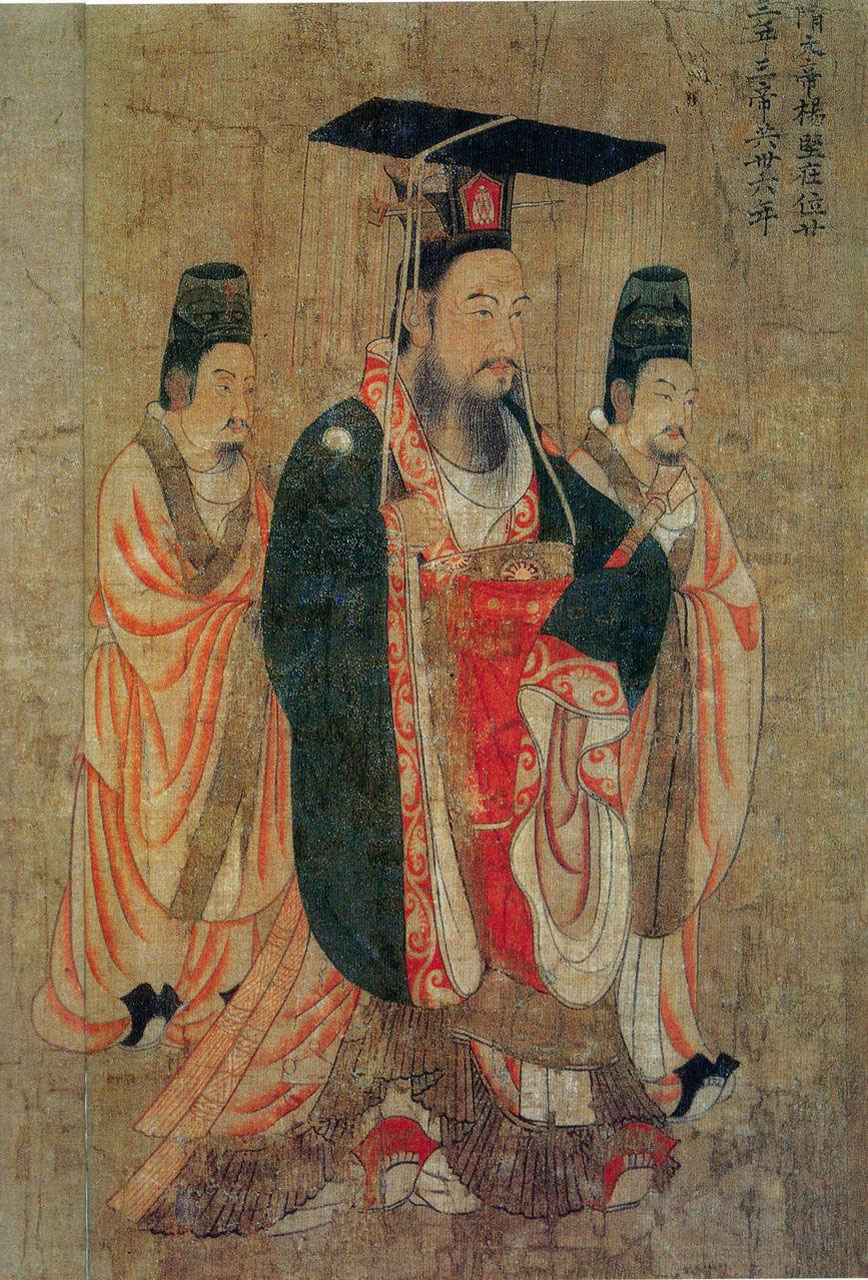
Tùy Văn Đế, người đã thống nhất Trung Quốc sau vài thế kỷ phân liệt

### Thời Đường

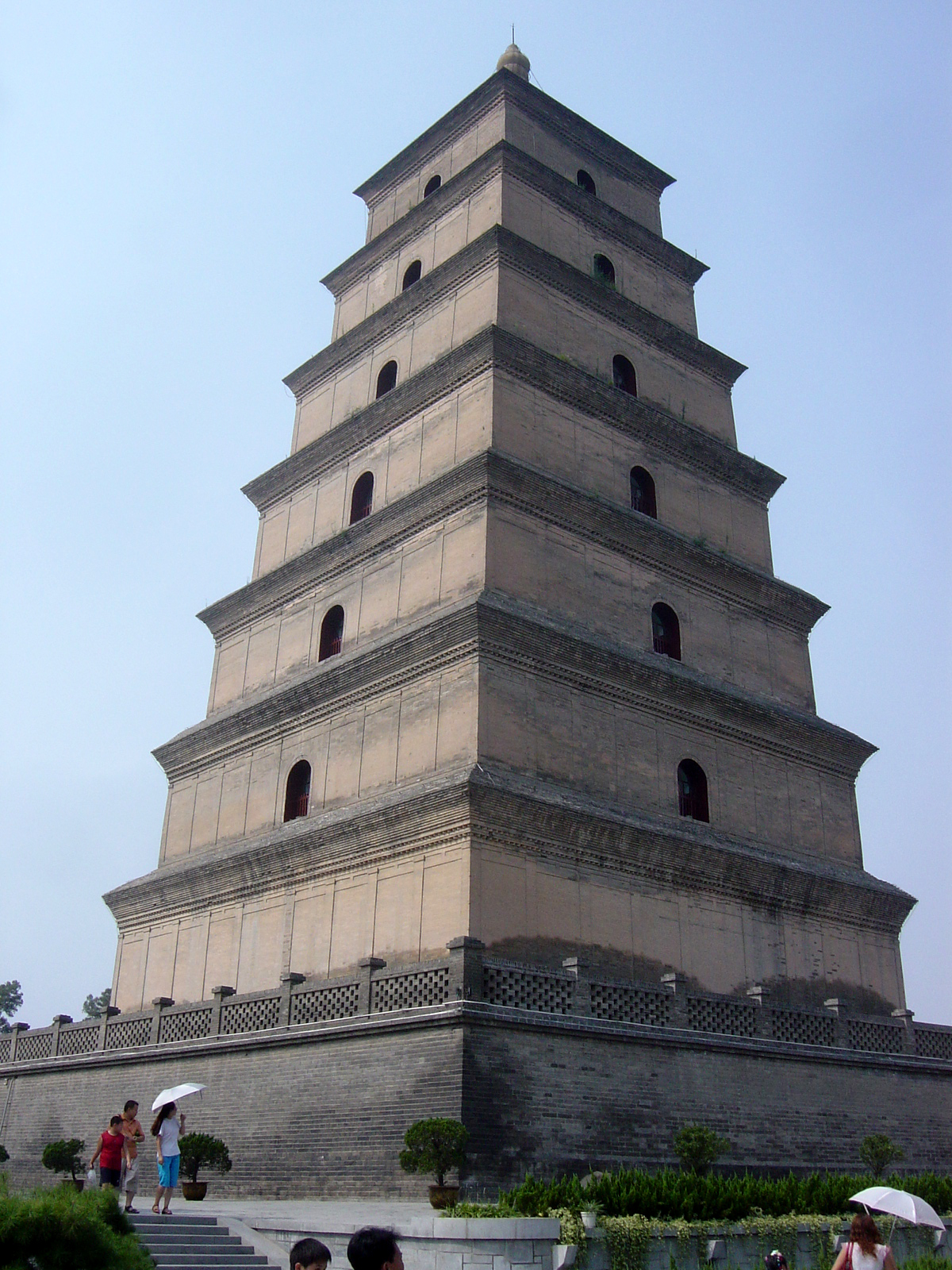
Tháp Đại Nhạn tại Tây An, được xây dựng lần đầu vào năm 652, gắn liền với nhà sư Huyền Trang